# Внешняя политика Сомали
Внешняя политика Сомали — общий курс Сомали в международных делах. Внешняя политика регулирует отношения Сомали с другими государствами. Реализацией этой политики занимается министерство иностранных дел Сомали.

## История
В 1963 году Сомали разорвало дипломатические отношения с Великобританией из-за территориального спора: Могадишо претендовал на северо-восточную часть Кении, населенную в основном сомалийцами. В 1970 году президент Сомали Мохаммед Сиад Барре объявил о социалистической ориентации государства и стал согласовывать внешнюю политику с Советским Союзом и Китаем. В 1980-х годах Сомали стало налаживать отношения с Западным миром после территориального конфликта в 1977-78 годах с Эфиопией, причиной которого послужил спор о принадлежности региона Огаден, в котором Советский Союз занял сторону Эфиопии. Центральное правительство Сомали также стремилось наладить связи с другими странами Арабского мира, что в итоге привело к получению финансовой и военной помощи от этих государств.
В 1991 году президент Мохаммед Сиад Барре утратил контроль над происходящими процессами внутри страны, началась Гражданская война. Временное правительство Сомали унаследовало проблемные отношения с соседними государствами и экономическую зависимость от помощи арабских и западных стран. Отношения между Сомали и ее тремя соседями: Джибути, Эфиопией и Кенией — более двух десятилетий были напряжёнными из-за претензий Сомали на части территорий этих государств, где большинство составляли этнические сомалийцы. В 1993 году в Могадишо произошли серьёзные бои между силами ООН и Сомалийским национальным альянсом (СНА), в результате чего погибли военнослужащие США, Малайзии и Пакистана, а также сотни бойцов СНА. 
В 2000 году в Джибути состоялась конференция по примирению противоборствующих сил в Гражданской войне в Сомали, что в итоге привело к созданию Переходного национального правительства, срок действия которого истек в августе 2003 года. В 2004 году при посредничестве Кении было создано Переходное федеральное правительство Сомали, которое существовало до 2012 года. Отсутствие реальной власти у центрального правительства в Сомали позволило внешним силам влиять на процессы внутри страны, путем оказания поддержки различным группировкам. Джибути, Эритрея, Эфиопия, Египет, Йемен и Ливия оказывали помощь различным сомалийским группировкам для того, чтобы помочь им захватить власть в стране. В июле 2006 года вооружённые силы Эфиопии вторглись в Сомали и одержали победу над Союзом исламских судов. В 2009 году военные Эфиопии покинули Сомали, но гражданская война в этой стране перешла в другую фазу, сомалийские исламисты из Харакат аш-Шабаб продолжили войну против центрального правительства.